# Норвежская школа экономики
Норвежская школа экономики (норв. Norges Handelshøyskole) или NHH — это бизнес-школа, расположенная в Бергене, Норвегия. Она была основана в 1936 году как первая в Норвегии бизнес-школа и является ведущим учебным и исследовательским учреждением в Норвегии в области менеджмента и делового администрирования.
Прием в NHH является самым избирательным в области делового администрирования в Норвегии и одним из самых избирательных среди всех учебных программ, предлагаемых в Норвегии. Единственная программа бакалавриата NHH неизменно входит в число самых популярных программ первого выбора для студентов, подающих заявки на бакалавриат в Норвегии. В 2020 году NHH была самой популярной программой первого выбора среди всех программ бакалавриата в Норвегии, с более чем 2100 заявлениями первого выбора и более чем 5000 в общей сложности на 500 мест.
Школа участвует в программах обмена с более чем 170 зарубежными бизнес-школами и университетами в более чем 50 странах, и около 40 процентов студентов школы проводят по крайней мере один семестр по обмену.